# 第34回NHK紅白歌合戦
『第34回NHK紅白歌合戦』（だいさんじゅうよんかいエヌエイチケイこうはくうたがっせん）は、1983年（昭和58年）12月31日にNHKホールで行われた、通算34回目のNHK紅白歌合戦。21:00 - 23:45（JST）にNHKで生放送がされた。ステレオ放送。

## 概要
- 前回の視聴率70%割れ（69.9%。70%割れは69.7%であった第20回〈1969年〉以来2度目）から「視聴率を復活させよう」とNHK・各レコード会社が躍起し番組作りが行われた。最初に行われたのは両組司会の人選であり、白組司会については、前回まで9年連続での担当者だった山川静夫から彼の先輩であり当時視聴率40%を記録していた『クイズ面白ゼミナール』の司会者で著書『気くばりのすすめ』が300万部突破のベストセラーを記録した鈴木健二に交代。鈴木はこれまで音楽番組と縁がなく、紅白も視聴したことがなかった（ただし、第31回〈1980年〉に応援ゲストとして出演歴はあり）。さらに歌手も歌も知らず、カラオケで歌ったこともないという[1]。
- 鈴木に対抗する紅組司会については当初、当時放送中で高視聴率（最高60%）を記録していた連続テレビ小説『おしん』の出演者である田中裕子（ヒロイン、結局特別審査員としての出演となった）か泉ピン子（ヒロインの母親役）を据える計画があったという（60%の『おしん』、40%の『クイズ面白ゼミナール』で合計100%構想）。しかし最終的には1度はリストから完全に消えていた黒柳徹子が続投することとなった（4年連続起用）[注釈 1]。黒柳は司会発表会見で「週刊誌では『気くばり先生』と『おしん』と書かれていたようで…。新鮮味に欠ける私で申し訳ありません」と述べた。一方、黒柳の著書『窓ぎわのトットちゃん』がこの時点で563万部を突破しており、ベストセラー作家同士の両組司会として話題にもなった[2]。黒柳の4年連続、通算5回の紅組司会はいずれも佐良直美に並び史上最多記録である（ただし、黒柳は通算5回の紅組司会に加えて総合司会にも1回起用（第66回＜2015年＞）されている）。
- 総合司会には前年開始のフジテレビ系『森田一義アワー 笑っていいとも!』の司会を務め大ブレイクしていたタモリを起用。初めてNHKアナウンサー以外の人物が総合司会を務めた。総合司会にNHKアナウンサーが起用されなかった事例も初めて。
- 前回まで2年連続で総合司会を務めた生方惠一が得点集計進行を担当。なお生方は翌年の第35回で2年ぶりに総合司会に復帰している。
- 山川の降板について、各新聞・雑誌は「山川降ろされる」と報じた。民放のワイドショーは静岡県の山川の自宅を突撃取材し、山川の母親に「（息子の白組司会降板が）悔しいですか?」と質問をぶつける一幕もあった（母親は「悔しくないです。大晦日は一緒に過ごせるので」と回答したが、ワイドショー制作班はしつこく「悔しいですか?」と聞き続けたという）。山川自身は黒柳が紅組司会続投となったため「（NHK職員の立場である）僕だけが責任を取らされた」と思っており、他に「悔しいより腹立しかった」「69.9%のどこが悪いのか」と感じていたと話す[3]。また、先輩の鈴木に交代となったため、山川は相当ショックを受け、鈴木と山川の仲が一時悪化したとも伝えられている[4]。
- 今回の歌手リーダーについて、紅組は都はるみ[注釈 2]、白組は北島三郎（3年連続）がそれぞれ務めた。
- オープニングでタモリが鈴木を「この頭の中に気くばりがいっぱい詰まっている」と紹介し、黒柳からは「アラレちゃん」と揶揄された。
- この回の黒柳と鈴木は両者互いに毒舌で終始敵対心が際立った演出がなされていた。
- 今回はオープニングの「優勝旗返還」が無く、優勝旗は「金杯」と「銀杯」の紹介の時に紹介される程度だった。
- 中森明菜と三波春夫による選手宣誓の際、タモリは『-笑っていいとも!』よろしく観客に向けて「選手宣誓、行ってもいいかな?」と振り、「いいともー!」と言わせるコール&レスポンスを行った[5]。
- 白組トップバッターから3番手までに、西城秀樹、野口五郎、郷ひろみの「新御三家」を起用し、対戦相手の紅組トップバッターから3番手までに、岩崎宏美、柏原芳恵、河合奈保子を起用したり、当時人気No.1のアイドルであった松田聖子、田原俊彦の曲順を終盤に組み込むなど、前回の反省から、曲順にも大胆な試みがなされた。
- 3度目の出場となったサザンオールスターズは頭髪を“紅白カラー”に染めた桑田佳祐とタキシードに身を包んだ関口和之・松田弘・野沢秀行・大森隆志とドレスに身を包んだ原由子が、楽器演奏をせずにミュージカル調に軽快なダンスを踊った[6]。
- 当時は、曲間に出演者たちが総出でアトラクションを行うことがあり、郷歌唱後にラテン風の衣装で「ビギン・ザ・ビギン」が歌われ、沢田研二歌唱後に「紅白俵積み合戦」、サザンオールスターズ歌唱後に「日本の四季メドレー」が行われた。中森も若手アイドルの中心として「ビギン・ザ・ビギン」「日本の四季メドレー」に参加予定だったが、本番の数日前に足を脱臼したため、急遽杏里が代役を務めた。
- 同日の第25回日本レコード大賞で最優秀歌唱賞を受賞した森昌子は、「越冬つばめ」の歌唱途中で感極まり、涙を流しながらの熱唱となった。
- 紅組トリは水前寺清子が出場19回目にして初めて、白組トリおよび大トリには細川たかしがこちらも出場9回目にして初めて抜擢された。
  - 水前寺は紅白の直前に父親が死去。彼女の1度限りの紅組トリは終始涙を浮かべての悲しみを押し殺してのステージとなった。黒柳は「天国のお父ちゃん、聞こえますか?」と曲紹介時に述べた。なお、水前寺は11月20日の時点で紅組トリ担当を知らされていたが、関係者や親族にもそのことを明かしてはならないとの注文がNHK側から付けられていたために、病床の父親にもその事実を告げることができなかったことが心残りとなっていると言い、この事実を父親に告げていれば、紅白本番の時まで父親は生きていてくれたのかもと思っていると話す[3]。
  - 白組トリは当初北島三郎に内定していたが、「矢切の渡し」が大ヒットしていた細川が最終的に逆転して起用が決まった[7]。なお、コロムビア所属男性歌手がトリを務めるのは今回の細川が史上初。その細川も同日第25回日本レコード大賞を獲得、紅白初の大トリに思わず男泣きの歌唱となったが、その最中「夢芝居」のロングヒットで紅白初出場の梅沢富美男が自ら女形の舞を披露していた[注釈 3]。
- 優勝は白組。
- 今回から金杯・銀杯の授与が採用された（第36回〈1985年〉まで）。今回の金杯は沢田に、銀杯は水前寺にそれぞれ授与された。翌年の第35回以降は優勝したチームから金杯の受賞者が、敗退したチームから銀杯の受賞者が選出されることとなった。
- 今回の平均視聴率は74.2%を記録、70%台復活を果たした。
- 放送後、マスコミが鈴木に対し「NHKのピエロ」と批判を行った[8]。
- 翌年の第35回も当初番組側は黒柳に紅組司会の打診を行ったが、黒柳は「もう今年が引き時では」と辞退を申し入れる（紅組司会は同年紫綬褒章を受章し、黒柳とも親交がある森光子に交代となった）。黒柳は第66回（2015年）で総合司会を務めるまで紅白の司会をすることはなかった。一方、鈴木は翌年も白組司会を続投した（今回の実績から続投が早々に決まったという。合わせて鈴木とのトーク技術から、当初は黒柳の紅組司会続投で決まりかける格好となる）。
- タモリの紅白の司会担当は今回限りとなっている[注釈 4]。
- 1995年と1999年に、『思い出の紅白歌合戦』（BS2）で再放送された。

## 司会者
- 紅組司会：黒柳徹子（『音楽の広場』司会）
- 白組司会：鈴木健二（東京アナウンス室）アナウンサー
- 総合司会：タモリ
- 審査員リポート：山根基世（東京アナウンス室）[注釈 5]
- 得点集計進行：生方惠一（東京アナウンス室）
- テレビ中継：金子辰雄アナウンサー、清水圭子[注釈 6]（いずれも東京アナウンス室）
- ラジオ中継：古屋和雄（東京アナウンス室）

## 演奏
- ステージ：小野満とスイング・ビーバーズ・東京放送管弦楽団（指揮 小野満）
- オーケストラ・ボックス：ダン池田とニューブリード・東京放送管弦楽団（指揮 ダン池田）
  - 今回からバンド編成が紅／白両軍のバック演奏形式から混成形式に変更されオーケストラボックスが使用された。
  - 長年紅白を担当していた「小野満とスイングビーバーズ」の演奏は、今回が最後となった。
- ゲスト
  - EXOTICS - 沢田研二のバックバンド

## 審査員
- 三船敏郎（俳優）：翌年の大河ドラマ『山河燃ゆ』の主人公の父・天羽乙七役。
- 松本幸四郎[注釈 7]（歌舞伎俳優）：同じく『山河燃ゆ』の主人公・天羽賢治役。
- 大原麗子（女優）：同じく『山河燃ゆ』の三島典子役。
- 田淵幸一（西武ライオンズ内野手）：この年ライオンズの日本シリーズ連覇に貢献し正力賞も受賞。
- 樋口久子（プロゴルファー）：この年、60勝を達成。
- 松坂慶子（女優）
- 田中裕子（女優）：この年の連続テレビ小説『おしん』のヒロイン・谷村（田倉）しん役。
- 隆の里俊英（大相撲・横綱）：この年の大相撲名古屋場所で優勝し横綱に昇進。秋場所では双葉山以来の新横綱全勝優勝。
- 谷川浩司（棋士）：この年、第41期将棋名人位獲得(当時史上最年少)。
- 林真理子（コピーライター・エッセイスト）：前年の『ルンルンを買っておうちに帰ろう』を皮切りに多くの著書を上梓。
- 胡桃沢耕史（作家）：この年『黒パン俘慮記』で第89回直木賞を受賞。
- 宮尾登美子（作家）：この年『序の舞』で第17回吉川英治文学賞を受賞。
- 山口小夜子（ファッションモデル）：この年エッセイ『小夜子の魅力学』を上梓。
- 役所広司（俳優）：この年の大河ドラマ『徳川家康』の織田信長役および翌年の新大型時代劇『宮本武蔵』の主人公・宮本武蔵役。
- 香川宏・NHK番組制作局長
- 会場審査員（NHKホールの観客全員）
- 全国8地区88名の一般審査員

## 大会委員長
- 川口幹夫･NHK放送総局長

## 出場歌手
紅組、      白組、      初出場、      返り咲き。
| 曲順 | 組 | 歌手名               | 回 | 曲目                             |
| ---- | -- | -------------------- | -- | -------------------------------- |
| 1    | 紅 | 岩崎宏美             | 9  | 家路                             |
| 2    | 白 | 西城秀樹             | 10 | ギャランドゥ                     |
| 3    | 紅 | 柏原芳恵             | 初 | 春なのに                         |
| 4    | 白 | 野口五郎             | 11 | 19:00の街                        |
| 5    | 紅 | 河合奈保子           | 3  | UNバランス                       |
| 6    | 白 | 郷ひろみ             | 11 | 素敵にシンデレラ・コンプレックス |
| 7    | 紅 | 川中美幸             | 3  | 遣らずの雨                       |
| 8    | 白 | 大川栄策             | 初 | さざんかの宿                     |
| 9    | 紅 | 榊原郁恵             | 6  | 悲しきクラクション               |
| 10   | 白 | シブがき隊           | 2  | 挑発∞                            |
| 11   | 紅 | 小柳ルミ子           | 13 | お久しぶりね                     |
| 12   | 白 | 沢田研二             | 11 | 晴れのちBLUE BOY                 |
| 13   | 紅 | 島倉千代子           | 27 | 積木くずし                       |
| 14   | 白 | 三波春夫             | 26 | 放浪茣蓙枕（さすらいござまくら） |
| 15   | 紅 | 牧村三枝子           | 3  | 樹氷の宿                         |
| 16   | 白 | 千昌夫               | 11 | 夕焼け雲                         |
| 17   | 紅 | 日野美歌             | 初 | 氷雨                             |
| 18   | 白 | 梅沢富美男           | 初 | 夢芝居                           |
| 19   | 紅 | 早見優               | 初 | 夏色のナンシー                   |
| 20   | 白 | ALFEE                | 初 | メリーアン                       |
| 21   | 紅 | 中森明菜             | 初 | 禁区                             |
| 22   | 白 | 近藤真彦             | 3  | ためいきロ・カ・ビ・リー         |
| 23   | 紅 | 高田みづえ           | 6  | そんなヒロシに騙されて           |
| 24   | 白 | 山本譲二             | 3  | 海鳴り                           |
| 25   | 紅 | 杏里                 | 初 | CAT'S EYE                        |
| 26   | 白 | 新沼謙治             | 8  | 酒とふたりづれ                   |
| 27   | 紅 | 都はるみ             | 19 | 浪花恋しぐれ                     |
| 28   | 白 | 村田英雄             | 22 | 空手一代                         |
| 29   | 紅 | 青江三奈             | 17 | 大阪ブルース                     |
| 30   | 白 | サザンオールスターズ | 3  | 東京シャッフル                   |
| 31   | 紅 | 松田聖子             | 4  | ガラスの林檎                     |
| 32   | 白 | 田原俊彦             | 4  | さらば‥夏                        |
| 33   | 紅 | 八代亜紀             | 11 | 日本海                           |
| 34   | 白 | 北島三郎             | 21 | 漁歌                             |
| 35   | 紅 | 研ナオコ             | 7  | 泣かせて                         |
| 36   | 白 | 菅原洋一             | 17 | アマン                           |
| 37   | 紅 | 森昌子               | 11 | 越冬つばめ                       |
| 38   | 白 | 五木ひろし           | 13 | 細雪                             |
| 39   | 紅 | 小林幸子             | 5  | ふたたびの                       |
| 40   | 白 | 森進一               | 16 | 冬のリヴィエラ                   |
| 41   | 紅 | 水前寺清子           | 19 | あさくさ物語                     |
| 42   | 白 | 細川たかし           | 9  | 矢切の渡し                       |

「日本の四季メドレー」の曲目・歌手
- 「春の小川」：河合奈保子、柏原芳恵、早見優
- 「朧月夜」：岩崎宏美、高田みづえ、杏里
- 「浜辺の歌」：森昌子、沢田研二
- 「赤とんぼ」：島倉千代子、榊原郁恵
- 「里の秋」：川中美幸、牧村三枝子、日野美歌
- 「雪」：菅原洋一、森進一、五木ひろし、千昌夫
- 「たきび」：都はるみ、八代亜紀、研ナオコ、小林幸子
- 「冬の夜」：水前寺清子、青江三奈
- 「春が来た」：参加者全員

### 選考を巡って
- 前回の出場歌手の中より今回不選出となった歌手は以下。
  - 紅組：あみん・石川さゆり[注釈 11]・桜田淳子・Sugar・三原順子[注釈 12]・ロス・インディオス[注釈 13]
  - 白組：内山田洋とクール・ファイブ・加山雄三・中村雅俊・西田敏行・フランク永井
- 同年デビュー10周年で、前回まで初出場の第28回（1977年）以来6年連続で出場した石川さゆりは、当時産休へ入り臨月間近の為、今回発表前に自ら辞退。しかし、当時のNHKプロデューサーから「まだ入院してないなら応援だけで良いので、紅白のステージへ来て欲しい」との熱意に押され、紅組特別応援ゲストで生出演。真っ赤なマタニティードレスの衣装で、紅いバラの花束を抱え登場した。なお石川のゲスト出演は本番直前迄知らされず、五木ひろしを始め紅白出場歌手達から「どうしたの⁉︎」と吃驚された、と懐古している[9][10]。その後石川は翌年の第35回（1984年）へ2年ぶりに復帰、以降も出場継続中である。
- 「メリーアン」が大ヒットしたALFEE[注釈 14]が初出場を果たす[注釈 15]。が、その後数々のヒット曲を輩出するも辞退し続け、2回目の出場はそれから41年後の第75回（2024年）となり、過去最長ブランクとなる。[11]
- 紅白の常連だった青江三奈・榊原郁恵らも今回で紅白出場が途切れている（青江は7年後の第41回〈1990年〉で1回のみ復帰）。
- 通算3回目の出場だったサザンオールスターズは正式な出場歌手としては今回が最後の出演となっており、6人体制での出演も今回が最後となっている。ただ、メンバーの原由子はソロで第42回〈1991年〉で正式出場している。また、5人体制になった後、メンバーの特別枠での出演は行われている(グループとしては2014年の第65回と2018年の第69回に、これとは別に桑田佳祐単独での出演もあり)。
- また西城秀樹が2018年5月16日に逝去したため、結果的に今回が郷ひろみと野口五郎を含めた、いわゆる新御三家が揃って生出演した最後の紅白となった。また野口も今回を以って出場が一旦途切れたが、第73回（2022年）の特別企画で桑田佳祐feat.佐野元春、世良公則、Char、野口五郎として39年振りに紅白へ復活した。

## 出場歌手希望世論調査の結果
| 順位 | 女性       | 女性 | 男性       | 男性 |
| 順位 | 歌手       | 出場 | 歌手       | 出場 |
| ---- | ---------- | ---- | ---------- | ---- |
| 1位  | 松田聖子   | ○    | 五木ひろし | ○    |
| 2位  | 森昌子     | ○    | 細川たかし | ○    |
| 3位  | 都はるみ   | ○    | 北島三郎   | ○    |
| 4位  | 中森明菜   | ○    | 森進一     | ○    |
| 5位  | 八代亜紀   | ○    | 近藤真彦   | ○    |
| 6位  | 岩崎宏美   | ○    | 田原俊彦   | ○    |
| 7位  | 川中美幸   | ○    | 千昌夫     | ○    |
| 8位  | 島倉千代子 | ○    | シブがき隊 | ○    |
| 9位  | 小林幸子   | ○    | 郷ひろみ   | ○    |
| 10位 | 石川さゆり | ×    | 大川栄策   | ○    |

出典は『読売新聞』。

## ゲスト出演者
- ジャンボマックス（TBS『8時だョ!全員集合』のキャラクター。「ビギン・ザ・ビギン」）
- 少年隊（錦織一清、東山紀之 タレント。近藤真彦のバックダンサー）
- イーグルス（歌手。同上）
- タロ・ジロ（映画『南極物語』の犬。新沼謙治と都はるみの曲間）
- 石川さゆり（歌手。研ナオコの曲紹介）